# مازراتی مکزیک
مازراتی مکزیک (Maserati Mexico) خودرویی است که در سال‌های ۱۹۶۶ تا ۱۹۷۳تولید شده‌است.
این خودرو در کلاس خودرو GT قرار گرفته، طراحی آن خودروهای موتور جلو-محور عقب بوده است. سیستم جعبه‌دندهٔ آن به صورت خودکار است.